# Бразос (річка)
Бразос — річка, що протікає на півдні США. За довжиною посідає 11-е місце в країні (2600 км). Бере початок в штаті Нью-Мексико і впадає в Мексиканську затоку. Площа басейну складає 116 тис. кв. км. Притоки — річки Боск'ю, Літл-Рівер та Навасота. Міста, що розташовані на Бразосі: Вейко, Браян та Ричмонд.